# Mangoulma
Mangoulma est une localité située dans le département de Tougo de la province du Zondoma dans la région Nord au Burkina Faso.

## Géographie
Mangoulma se trouve à 9 km au sut de Tougo, le chef-lieu du département, à 3 km au nord-ouest de Bérenga-Silmi-Mossi et à 5 km au sud-est de Rikiba.

## Santé et éducation
Le centre de soins le plus proche de Mangoulma est le centre de santé et de promotion sociale (CSPS) de Bérenga-Silmi-Mossi (dans le département voisin de Kalsaka) tandis que le centre médical avec antenne chirurgicale (CMA) de la province se trouve à Gourcy.
Mangoulma possède une école primaire publique sous paillote.